# Варданян, Юрий Лазаревич
Ю́рий Ла́заревич Варданя́н (арм. Յուրի Վարդանյան, 20 августа 1936, Гавар — 23 октября 2019) — армянский физик-теоретик, член-корреспондент НАН РА (2010). Заслуженный деятель науки Республики Армения (2014).

## Биография
Окончил Ереванский государственный университет. Физик, доктор физико-математических наук, профессор.
С 1965 — работал на факультете радиофизики Ереванского государственного университета.
В 1965—1973 гг. старший преподаватель, доцент кафедры теоретической физики.
В 1975—2017 гг. — декан факультета радиофизики. С 1974 по 2000 г. — заведующий кафедрой волновых процессов и физики факультета радиофизики. В 1973—1974 гг. — профессор кафедры ядерной физики факультета радиофизики.
С 2010 года член-корреспондент НАН РА.
1990—1995 — депутат Верховного Совета Армянской ССР.
1995—1999 — депутат парламента. Член постоянной комиссии по науке, образованию, культуре и вопросам молодёжи. Член фракции «Республика».